# 曽於市立末吉中学校
曽於市立末吉中学校（そおしりつすえよしちゅうがっこう）は、鹿児島県曽於市末吉町二之方にある市立中学校である。2019年（平成31年）4月現在の生徒数は445名で、各学年4学級･特別支援学級3学級の計15学級である。

## 沿革[1]

### 経緯
1947年の学制改革により、末吉町立第一中学校として開校。1949年に末吉町立末吉中学校に名称変更。1971年4月に町内の学校統合により統合、2年後実質統合するも南之郷教場は翌年の1974年に再独立し、末吉町内に設置されている中学校は末吉中･南之郷中の2校となる。2005年7月曽於郡末吉町･財部町･大隅町が合併して曽於市が誕生し、曽於市立末吉中学校に改称。その後、2012年4月に再度南之郷中と統合。末吉町に1校のみの中学校となる。

### 年表
- 1947年(昭和22年)5月2日、学制改革により末吉町立第一中学校として開校。
- 1949年4月1日、末吉町立末吉中学校と校名変更。
- 1971年4月1日、曽於郡末吉町内の南之郷中学校･岩崎中学校･諏訪中学校･深川中学校と統合。これにより、南之郷中学校は末吉中学校南之郷教場に、他岩崎、諏訪、深川各教場となる。
- 1973年4月1日、深川･諏訪･岩崎教場を廃して実質統合校、末吉町立末吉中学校となる。
- 1974年4月1日、南之郷教場が再独立、末吉町立南之郷中学校となる。
- 1978年3月2日、校歌制定。
- 2003年(平成15年)12月、体育館ならびに武道場落成。
- 2004年8月、特別教室棟落成。特別棟屋上に太陽光発電システムを設置。
- 2005年7月1日、平成の大合併で曽於市が誕生、曽於市立末吉中学校に改称。
- 2005年12月、プール新設。
- 2008年7月、普通教室を含む管理棟校舎完成。
- 2012年4月、曽於市立南之郷中学校と統合になり、9小学校区となった。

## 学校行事
| - 4月 入学式 家庭訪問 - 5月 1年一日遠足 2年修学旅行 3年職場体験学習 - 6月 地区総体 期末テスト 合唱コンクール | - 7月 大掃除 終業式 - 8月 夏休み - 9月 始業式 体育大会 | - 10月 地区新人戦 中間テスト - 11月 文化祭 期末テスト - 12月 マラソン･駅伝大会 終業式 | - 1月 冬休み 始業式 - 2月 学年末テスト - 3月 球技大会 卒業式 |

## 生徒会活動
執行委員会　学習委員会　生活委員会　保体委員会　美化委員会　文化委員会　給食委員会

## 部活動
- 運動系部活動
  - 野球部
  - サッカー部
  - 男子バレーボール部
  - 女子バレーボール部
  - 男子バスケットボール部
  - 女子バスケットボール部
  - 卓球部
  - 女子ソフトテニス部
  - 柔道部
2016年(平成28年度)7月26日に行われた県総合体育大会において女子個人戦63kg級･70kg級で優勝し、全国大会出場を果たした。[2]
2017年(平成29年)，男子団体が県新人柔道大会･県下中学校柔道大会･県総合体育大会の3冠を制し，九州中学校総合体育大会ではベスト8，全国中学校総合体育大会ではベスト16になった。また，県総合体育大会では60kg級で優勝した選手が全国大会で5位に入賞した。[2][3]
2018年(平成30年)，男子団体が前年に引き続き，県新人柔道大会･県下中学校柔道大会･県総合体育大会2度目の3冠を制した。[3][4]
  - 剣道部
2016年(平成28年度)6月8日に行われた地区総合体育大会剣道競技の部で女子団体が2位になるものの、7月26日に行われた県総合体育大会では優勝、全国大会出場を果たし、8月18日～21日にかけて行われた全国中学校剣道大会では8位になり、敢闘賞を受賞した。[2]。
  - 弓道部
  - 陸上部
- 文化系部活動
  - 吹奏楽部
  - 美術部
  - ボランティア部(平成29年度 プログレス部より名称変更)

## 進学前小学校
- 曽於市立末吉小学校
- 曽於市立檍小学校
- 曽於市立高岡小学校
- 曽於市立岩北小学校
- 曽於市立岩南小学校
- 曽於市立諏訪小学校
- 曽於市立光神小学校
- 曽於市立深川小学校
- 曽於市立柳迫小学校

## 交通
- JR日豊本線五十市駅より車で17分(8.4km)
- 東九州自動車道末吉財部インターチェンジより車で20分（12km）[5]
。国道10号線を都城市方面へ。道の駅すえよしの信号を右折。JAガソリンスタンドを左折。県道501号を通って国道269号へ出ると、旧末吉駅前信号右手側

## 関係者

### 著名な出身者
- 稲森奈見（2013年世界ジュニア柔道78kg超級金メダリスト）
- 幸田奈々（2019年ユニバーシアード柔道63kg級金メダリスト）
- 西田剛（愛媛FC所属 プロサッカー選手）